# Mistrzostwa Europy w Short Tracku 2012
16. Mistrzostwa Europy w short tracku odbyły się w czeskim mieście Mladá Boleslav, w dniach 27-29 stycznia 2012 roku.

## Klasyfikacja medalowa
| Lp. | Kraj            | Złoto | Srebro | Brąz | Razem |
| 1.  | Holandia        | 6     | 5      | 1    | 12    |
| 2.  | Włochy          | 4     | 2      | 2    | 8     |
| 3.  | Rosja           | 1     | 3      | 2    | 6     |
| 4.  | Francja         | 1     | 0      | 3    | 4     |
| 5.  | Węgry           | 0     | 1      | 2    | 3     |
| 6.  | Wielka Brytania | 0     | 1      | 1    | 2     |
| 7.  | Niemcy          | 0     | 0      | 1    | 1     |

## Medaliści
| Konkurencja | Złoto                                                                                | Srebro                                                                                      | Brąz                                                                       |
| Mężczyźni   |                                                                                      |                                                                                             |                                                                            |
| 500 metrów  | Władimir Grigorjew · Rosja                                                           | Jack Welbourne · Wielka Brytania                                                            | Jon Eley · Wielka Brytania                                                 |
| 1000 metrów | Thibaut Fauconnet · Francja                                                          | Sjinkie Knegt · Holandia                                                                    | Jewgienij Kozulin · Rosja                                                  |
| 1500 metrów | Sjinkie Knegt · Holandia                                                             | Siemion Jelistratow · Rosja                                                                 | Niels Kerstholt · Holandia                                                 |
| 3000 metrów | Niels Kerstholt · Holandia                                                           | Siemion Jelistratow · Rosja                                                                 | Thibaut Fauconnet · Francja                                                |
| Wielobój    | Sjinkie Knegt · Holandia                                                             | Niels Kerstholt · Holandia                                                                  | Thibaut Fauconnet · Francja                                                |
| Sztafeta    | Holandia · Daan Breeuwsma · Niels Kerstholt · Sjinkie Knegt · Freek van der Wart     | Rosja · Siemion Jelistratow · Władimir Grigorjew · Jewgienij Kozulin · Wjaczesław Kurginian | Niemcy · Robert Becker · Paul Herrmann · Torsten Kröger · Robert Seifert   |
| Kobiety     |                                                                                      |                                                                                             |                                                                            |
| 500 metrów  | Arianna Fontana · Włochy                                                             | Martina Valcepina · Włochy                                                                  | Andrea Keszler · Węgry                                                     |
| 1000 metrów | Arianna Fontana · Włochy                                                             | Bernadett Heidum · Węgry                                                                    | Veronique Pierron · Francja                                                |
| 1500 metrów | Arianna Fontana · Włochy                                                             | Jorien ter Mors · Holandia                                                                  | Martina Valcepina · Włochy                                                 |
| 3000 metrów | Arianna Fontana · Włochy                                                             | Jorien ter Mors · Holandia                                                                  | Olga Bielakowa · Rosja                                                     |
| Wielobój    | Arianna Fontana · Włochy                                                             | Jorien ter Mors · Holandia                                                                  | Martina Valcepina · Włochy                                                 |
| Sztafeta    | Holandia · Annita van Doorn · Sanne van Kerkhof · Yara van Kerkhof · Jorien ter Mors | Włochy · Arianna Fontana · Cecilia Maffei · Arianna Valcepina · Martina Valcepina           | Węgry · Bernadett Heidum · Andrea Keszler · Szandra Lajtos · Patricia Toth |